# Paintbrush
Paintbrush – program przeznaczony do edycji grafiki rastrowej. Został napisany przez firmę ZSoft Corporation (jako PC Paintbrush) i początkowo pracował pod kontrolą systemu operacyjnego MS-DOS.
Microsoft, nie chcąc dodawać do swoich myszek oprogramowania PCPaint konkurencyjnej firmy Mouse Systems, rozpoczął ich dystrybucję z programem Paintbrush.
Paintbrush pojawił się następnie w systemach Windows 3.x.
Można w nim tworzyć obrazy graficzne, używając zestawu standardowych narzędzi. Jest programem nieskomplikowanym, nie zawiera na przykład warstw ani filtrów. W nowszych wersjach systemu Windows został zastąpiony przez Microsoft Paint.
Aplikacja obsługuje pliki w formacie BMP oraz PCX. Program nie ma własnego systemu pomocy ani opisu ikon.

## Historia wersji
| Wersja programu                          | Data premiery | Uwagi |
| ---------------------------------------- | ------------- | --- |
| PC Paintbrush                            | 1984          | używał ograniczonej 16-kolorowej palety barw EGA |
| PC Paintbrush 3.10                       | 1985          | |
| PC Paintbrush II                         | 1985          | |
| Microsoft Paintbrush 2.0                 | 1987          | dołączany do myszy produkowanych przez Microsoft |
| PC Paintbrush 1.05 for Microsoft Windows | 1987          | • przeznaczony dla Windows 2.03 i późniejszych, jednakże działał również na Windows 1.x • obsługiwał wyłącznie format PCX |
| PC Paintbrush III                        | 1988          | • obsługiwał 256-kolorową paletę barw oraz rozdzielczości SVGA przy pomocy specjalnie zaprojektowanych sterowników graficznych • odczytywał formaty PCX, TIFF i GIF |
| PC Paintbrush IV                         | 1990          | |
| PC Paintbrush V+                         | 1992          | |
| PC Paintbrush for Windows 1.0            | 1993          | • przystosowany do Windows 3.0 • nowe funkcje: proste narzędzia do retuszu, obsługa 24-bitowej palety barw, możliwość pracy z kilkoma obrazami równocześnie; ponadto w programie pojawiły się narzędzia symulujące malowanie m.in. pędzlem olejnym, akwarelą oraz do smużenia (rozmazywania), które mogły wykorzystać zwiększoną głębię kolorów |

Wydano także wersję Publisher’s Paintbrush, wykorzystującą standard TWAIN. Umożliwiało to import grafiki poprzez skaner. W późniejszych latach zarówno PC Paintbrush jak i Publisher’s Paintbrush zostały zastąpione przez PhotoFinish. Po przejęciu ZSoft przez The Learning Company wypuszczono prostą aplikację PC Paintbrush Designer.